# Riásico

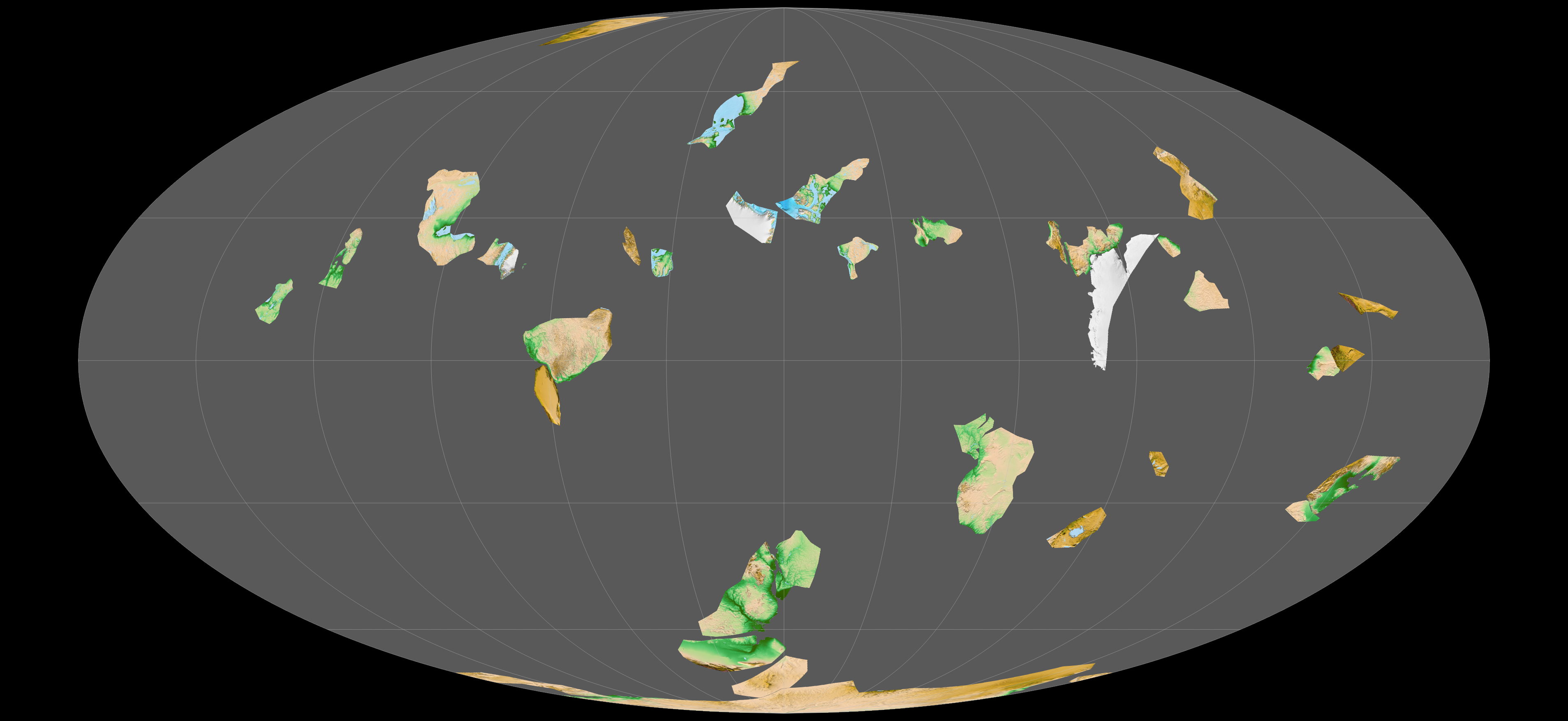
Paleogeografía de la Tierra en el Riásico

El Riásico o Rhyaciano (del griego Ρυαξ, rhyax, 'flujo de lava') es el segundo período y sistema de la era y eratema Paleoproterozoico en la escala temporal geológica. Comenzó hace 2300 millones de años y finalizó hace 2050 millones de años; tuvo una duración, por tanto, de 250 millones de años. En lugar de estar basadas en una unidad cronoestratigráfica, estas fechas se definen cronométricamente, por convenio.
El complejo ígneo de Bushveld y otras intrusiones similares se formaron durante este período. La glaciación Huroniana se inició hace unos 2400 millones de años, durante el período Sidérico y se mantuvo durante otros 200 millones de años durante el Riásico.
Los eucariotas conocidos comenzaron a evolucionar en el periodo Riásico. Los fósiles de Diskagma y la biota francevillense interpretados como mohos mucilaginosos y considerados los indicios de las primeras formas de vida pluricelular, de 2200-2100 millones de años de edad, son también de este periodo.
| Supereón    | Eón Eonotema     | Era Eratema                | Periodo Sistema            | Inicio, en millones de años |
| ----------- | ---------------- | -------------------------- | -------------------------- | --------------------------- |
| Precámbrico | Proterozoico     | Neo- proterozoico          | Ediacárico Ediacariano     | ~635                        |
| Precámbrico | Proterozoico     | Neo- proterozoico          | Criogénico Criogeniano     | ~720                        |
| Precámbrico | Proterozoico     | Neo- proterozoico          | Tónico Toniano             | 1000                        |
| Precámbrico | Proterozoico     | Meso- proterozoico         | Esténico Steniano          | 1200                        |
| Precámbrico | Proterozoico     | Meso- proterozoico         | Ectásico Ectasiano         | 1400                        |
| Precámbrico | Proterozoico     | Meso- proterozoico         | Calímico Calymmiano        | 1600                        |
| Precámbrico | Proterozoico     | Paleo- proterozoico        | Estatérico Statheriano     | 1800                        |
| Precámbrico | Proterozoico     | Paleo- proterozoico        | Orosírico Orosiriano       | 2050                        |
| Precámbrico | Proterozoico     | Paleo- proterozoico        | Riásico Rhyaciano          | 2300                        |
| Precámbrico | Proterozoico     | Paleo- proterozoico        | Sidérico Sideriano         | 2500                        |
| Precámbrico | Arcaico Arqueano | Neoarcaico Neoarqueano     | Neoarcaico Neoarqueano     | 2800                        |
| Precámbrico | Arcaico Arqueano | Mesoarcaico Mesoarqueano   | Mesoarcaico Mesoarqueano   | 3200                        |
| Precámbrico | Arcaico Arqueano | Paleoarcaico Paleoarqueano | Paleoarcaico Paleoarqueano | 3600                        |
| Precámbrico | Arcaico Arqueano | Eoarcaico Eoarqueano       | Eoarcaico Eoarqueano       | 4031±3                      |
| Precámbrico | Hádico Hadeano   | Hádico Hadeano             | Hádico Hadeano             | 4567                        |